# Marbach, Sankt Gallen
Marbach är en ort och kommun i distriktet Rheintal i kantonen Sankt Gallen, Schweiz. Kommunen har 2 118 invånare (2023).